# Княжичи (Брянская область)
Кня́жичи — село в Жирятинском районе Брянской области, в составе Жирятинского сельского поселения. 
 Расположено на правом берегу Судости, в 8 км к северо-востоку от села Жирятино. Население — 14 человек (2010).

## История
Впервые упоминается в XV веке в связи с захватом села князем И. А. Можайским; позднее — владение Зиновьевых, Бахтиных, Надеиных и других. Приход села известен с начала XVII века (храм не сохранился).
В XVII—XVIII вв. входило в состав Подгородного стана Брянского уезда; с 1861 по 1924 в Госамской волости Брянского (с 1921 — Бежицкого) уезда. В конце XIX века действовала суконная фабрика; с 1888 года работала церковно-приходская школа.
В 1924—1929 в Жирятинской волости Бежицкого уезда; с 1929 в Жирятинском районе, а в период его временного расформирования (1932—1939, 1957—1985) — в Брянском районе. До 1954 года являлось центром Княжичского сельсовета, в 1954—2005 в Страшевичском сельсовете.